# Шахта імені Героїв Космосу
ДВАТ «Шахта імені Героїв Космосу». Входить до ДХК «Павлоградвугілля». Розташована у місті Павлоград, Дніпропетровської області.
Стала до ладу у 1978 р. Проектна потужність 1,5 млн т вугілля на рік. У 2003 р. видобуто 1378 тис. т вугілля. Шахтне поле розкрите 2-а вертикальними стволами. Максимальна глибина робіт 510. Довжина підземних виробок 68,2\59 км (1990/1999).
Шахта віднесена до надкатегорійних за газом метаном, небезпечна щодо вибухів вугільного пилу. Відпрацьовуються пласти с11, св
10, с9 потужністю 0,8-0,95 м з кутом падіння пластів 2-5°.
Кількість очисних вибоїв — 5/2, підготовчих 6/9. Очисні вибої оснащені механізованими комплексами КД-80, КД-90. Підготовчі вибої проводяться комбайнами ГПКС, 4ПП-2.
Кількість працюючих: 3000/3140 осіб, з них підземних 1812/1973 осіб (1990/1999). У 2001—2010 рр. буде виконана підготовка пластів с10', С11 на західному крилі шахти, розкриття і підготовка пластів с10, с9 блока № 2.
Адреса: 51400, м. Павлоград, Дніпропетровської обл.